# 541487 Silviapablo
541487 Silviapablo è un asteroide della fascia principale. Scoperto nel 2011, presenta un'orbita caratterizzata da un semiasse maggiore pari a 2,4741580 au e da un'eccentricità di 0,0838221, inclinata di 5,72872° rispetto all'eclittica.
L'asteroide è dedicato a Silvia e Pablo Gonzalez, figli di Juanjo, fondatore dell'osservatorio da cui è avvenuta la scoperta.